# Euskarians
Les Euskarians sont une équipe de rugby à XV et de rugby à sept constituée de joueurs provenant des sept provinces du Pays basque. Ayant un statut associatif, les Euskarians sont créés officiellement en 1997 et disputent des rencontres amicales contre des sélections nationales.

## Histoire
Une sélection de joueurs évoluant dans l'ensemble du Pays basque (aussi bien au Nord qu'au Sud) est réunie pour la première fois en 1980 pour affronter les Wolfhounds (équipe des Barbarians irlandais) à Bayonne sous le nom d'Euskadi. L'équipe dispute cinq rencontres puis se structure en association sous l'impulsion de Gérard Murillo le 8 janvier 1997. Elle devient ainsi les Euskarians, dont le nom est inspiré de celui de l'équipe des Barbarians dont elle reprend le fonctionnement : ses joueurs sont invités à rejoindre l'équipe pour des matchs organisés ponctuellement contre des équipes étrangères. Ainsi, elle ne constitue pas à proprement parler une sélection des meilleurs joueurs du Pays basque mais une équipe revendiquant la promotion de l'identité basque lors de matchs de gala. Elle cohabite avec l'équipe du Comité Côte basque Landes qui dispute également des rencontres internationales dans les années 1980 et 1990. Les Euskarians disputent leur premier match sous leur nouvelle appellation contre l'Ulster au stade d'Anoeta le 6 juin 1998.
Si des joueurs des meilleurs clubs basques portent initialement le maillot des Euskarians (Jean-Michel Gonzalez, Guy Accoceberry), la sélection regroupe surtout des joueurs des clubs amateurs et des équipes espoirs du Biarritz olympique et de l'Aviron bayonnais à partir des années 2000,. Elle est entraînée par des techniciens liés au Pays basque comme Patrice Lagisquet, Serge Milhas, Jean-Pierre Élissalde ou Gérard Murillo. Une équipe féminine est également créée en 2001.
Les Euskarians disputent également des tournois de rugby à sept dès les années 1990. C'est d'ailleurs autour de cette discipline qu'un projet de refonte de l'association est porté à partir de 2023 : une académie est créée pour regrouper les meilleurs joueurs du territoire et l'équipe participe à plusieurs tournois internationaux,. L'équipe masculine de rugby à XV continue toutefois à se réunir régulièrement pour affronter des sélections nationales.

## Liste des rencontres disputées
| Année | Adversaire                      | Lieu                            |
| 1980  | Wolfhounds                      | Bayonne                         |
| 1989  | Belfast Harlequins RFC          |                                 |
| 1990  | Catalogne                       | Bilbao, stade San Mames         |
| 1993  | Leinster                        | Biarritz                        |
| 1994  | sélection Îles Cook / Polynésie | Tahiti                          |
| 1998  | Ulster                          | Saint-Sébastien, stade d'Anoeta |
| 1998  | Portugal                        | Saint-Pée-sur-Nivelle           |
| 1998  | Pumitas                         | Saint-Étienne-de-Baïgorry       |
| 1999  | Pumitas                         | Saint-Étienne-de-Baïgorry       |
| 1999  | Sélection française             | Puyoô                           |
| 2000  | Portugal                        | Bayonne                         |
| 2000  | Maroc                           | Bayonne                         |
| 2002  | Écosse                          | Guernica                        |
| 2003  | Irlande                         | Saint-Sébastien                 |
| 2003  | British Police                  | Eibar                           |
| 2004  | Irlande                         | Dublin                          |
| 2005  | Munster                         | Saint-Sébastien                 |
| 2006  | Young Munster RFC               | Biarritz                        |
| 2012  | Catalogne                       | Bayonne                         |
| 2014  | Old Belvedere RFC               | Dublin                          |
| 2015  | Uruguay                         | Getxo                           |
| 2015  | Chili                           | Saint-Sébastien                 |
| 2017  | England Counties XV (en)        | Saint-Sébastien                 |
| 2023  | Catalogne                       | Saint-Jean-de-Luz               |
| 2023  | Belgique                        | Saint-Sébastien                 |
| 2024  | Suisse                          | Saint-Sébastien                 |